# Walking with Beasts: Operation Salvage
Walking with Beasts: Operation Salvage (рус. Прогулки с чудовищами: Операция «Спасение», в России издана под названием «Прогулки с чудовищами») — компьютерная игра в жанре стратегии, разработанная британской студией Absolute Studios и издана BBC Multimedia на PC-совместимые компьютеры под Windows. Игра вышла только в Европе в ноябре 2001 года. В России она получила название «Прогулки с чудовищами» и была издана компанией «Новый Диск» в декабре 2003 года, полностью на русском языке.
Operation Salvage создана по мотивам научно-популярного телесериала «Прогулки с чудовищами» от BBC.

## Игровой процесс
2044 год. Результатом многолетней работы ученых стало создание первой в мире машины времени.
Это уникальное изобретение было решено использовать в первую очередь для получения достоверных сведений о развитии животного и растительного мира в доисторический период.
Однако подающий большие надежды проект «Прогулки с чудовищами» вскоре оказывается под угрозой срыва: отправленный в прошлое суперагент выходит из-под контроля.
И теперь именно вам предстоит довести начатые исследования до конца. Управляя мощным вездеходом,
оснащенным по последнему слову техники, вы должны тщательно исследовать доисторический мир и собрать информацию о животных и растениях того периода.
Но помните, что это только часть миссии, а ваша основная задача — уничтожить боевую технику,
которая была установлена в далеком прошлом вероломным агентом, пытающимся использовать возможности машины времени в корыстных целях.

## Разработка
| Русскоязычные издания | Русскоязычные издания |
| Издание               | Оценка                |
| --------------------- | --------------------- |
| Absolute Games        | 40 %                  |
| 7Wolf Magazine        | 4,3                   |

Игра разработана британской студией Absolute Studios и издана BBC Multimedia на PC (Windows). Она построена на изометрическом движке с прокруткой, разработанном на языке программирования Lingo с использованием Macromedia Director. CD-диски имеют защиту от копирования SafeDisc версии 2.40.
Игра создана по мотивам научно-популярного телесериала «Прогулки с чудовищами» от BBC, и выпущена в рекламных целях в преддверии выхода самого сериала. Анонс Walking with Beasts: Operation Salvage состоялся 5 октября 2001 года, а релиз произошел 23 ноября, только на территории Европы. Изначально, Operation Salvage в России, неофициально была выпущена 6 февраля 2002 года пиратским издателем «Седьмой волк». Однако позднее, 18 декабря 2003 года проект был издан официально компанией «Новый Диск», полностью на русском языке, получив название «Прогулки с чудовищами» в честь оригинального сериала.